# Россоулинская
Россоулинская — деревня в Кичменгско-Городецком районе Вологодской области.
Входит в состав Городецкого сельского поселения (с 1 января 2006 года по 1 апреля 2013 года входила в Сараевское сельское поселение), с точки зрения административно-территориального деления — в Сараевский сельсовет.
Расстояние до районного центра Кичменгского Городка по автодороге составляет 37 км. Ближайшие населённые пункты — Якшинская, Прилук, Наволок, Воронинская.
Население по данным переписи 2002 года — 40 человек (19 мужчин, 21 женщина). Всё население — русские.